# Roma locuta, causa finita
L'expressió llatina Roma locuta, causa finita est,  de vegades abreujada com a Roma locuta, causa finita o Roma locuta est, és una parèmia que es tradueix al català literalment com a "Roma ha parlat, el cas està tancat".
Generalment s'utilitza com a frase feta per indicar que un determinat problema ha estat resolt per algú que té una autoritat inapel·lable.

L'origen d'aquesta frase s'atribueix a Sant Agustí d'Hipona. Per tancar la controvèrsia pelagiana, el papa Innocenci I va condemnar aquesta heretgia l'any 417, cosa que va impulsar Agustí d'Hipona a pronunciar aquesta famosa sentència el 23 de setembre de 417 en el seu sermó número 131.10ː
«... iam enim de hac causa duo concilia missa sunt ad sedem apostolicam; inde etiam rescripta venerunt; causa acabada est.»
("...sobre aquest tema dos Concilis ja han enviat un missatge a la Seu Apostòlica, que ha respost. El cas està tancat.")
Un altre ús famós d'aquesta frase es remunta al papa Alexandre VI, quan els reis catòlics es van dirigir a ell per legitimar les seves possessions al Nou Món. El Papa va emetre quatre butlles el 1493, que indicaven la línia de demarcació entre els territoris dels regnes d'Espanya i Portugal (butlles que més tard establirien les bases del Tractat de Tordesillas). El rei portuguès no va acceptar la línia de demarcació papal i, després de la seva protesta al Papa, va rebre com a resposta del mateix: "Roma locuta, causa finita", imposant així la voluntat papal.